# Andrijaševci
Andrijaševci – wieś w Chorwacji, w żupanii vukowarsko-srijemskiej, siedziba gminy Andrijaševci. W 2011 roku liczyła 2046 mieszkańców.
Leży nad rzeką Bosut (na drugim brzegu tej rzeki leży wieś Rokovci) i jest oddalona o 9 km na południowy zachód od Vinkovci. Przebiega przez nią linia kolejowa Vinkovci – Županja. Lokalna gospodarka opiera się na rolnictwie, produkcji i rzemiośle.